# Thorstein Veblen
Thorstein Bunde Veblen, ameriški ekonomist, sociolog, filozof in kritik kapitalizma, * 30. julij 1857, Cato, Wisconsin, ZDA, † 3. avgust 1929, Sand Hill Road, Kalifornija, ZDA.
Njegovo najbolj znano delo Teorija brezdelnega razreda, v originalu "The Theory of the Leisure Class", mu je prineslo mednarodno prepoznavnost. Poznan je tudi kot izumitelj nekaterih fraz v povezavi z življenjem bogatih (vpadljiva potrošnja –  "conspicuous consumption" in tekmovanje v imetju – "pecuniary emulation"), ki so v uporabi še danes. Veliko vlogo pa se mi pripisuje tudi pri utemeljitvi instuticionalne ekonomike ter kritiki konformnega stremenja k dobičku in s tem nižjega prioritiziranja proizvodnje in delavcev.

## Življenje

### Otroštvo
Veblen je bil rojen 30. julija 1857 v mestu Cato v Wisconsinu, ZDA. Rodil se je kot četrti od dvanajstih otrok. Njegova starša, Thomas Veblen in Kari Bunde sta bila norveška imigranta, ki sta imigrirala v ZDA 16. septembra 1847 brez denarja in z zelo slabim znanjem angleščine. Kljub tem okoliščinam je bila vzpostavljena družinska farma v Nerstrandu, Minnesoti, kjer se danes nahaja nacionalna zgodovinska znamenitost.

### Šolanje
Veblen je s šolanjem začel v petem letu starosti. Njegov prvi jezik je bila norveščina, angleščine pa se je naučil od sosedov in v šoli. Kmetija se je širila in postala vedno bolj dobičkonosna, kar je omogočilo šolanje otrok. S 17-imi leti je Veblen začel obiskovati bližnjo fakulteto Carleton v Northieldu v Minnesoti. Študiral je ekonomijo in filozofijo. Kasneje se je začel zanimati za sociologijo in filozofijo. Leta 1880 je diplomiral. Odpotoval je na univerzo Johna Hopkinsa. Tam ni uspel dobiti štipendije, zato se je odločil za univerzo Yale. Leta 1884 je promoviral za doktorja filozofije po opravljeni disertaciji.

### Zrela leta
Po končanem izobraževanju na univerzi Yale, Veblen ni uspel najti poklica. Razlogi za to niso popolnoma jasni, a je mogoče, da ga niso zaposlili zaradi njegovega norveškega porekla pa tudi zaradi vere. Veblen se je namreč identificiral z agnostiki, kar je bilo za tisti čas nenavadno. Zato se je vrnil na družinsko kmetijo, kjer je preživel naslednjih sedem let. Večino tega časa je porabil za branje. Leta 1888 se je poročil z Ellen Rofle, iz bogate in vplivne družine. Ker še vedno ni našel zaposlitve, je začel obiskovati univerzo Cornell za dodatno izobraževanje. Tam je navdušil profesorja Jamesa Laurencea Laughlina, ki ga je vzel s sabo kot kolega v svojo novo službo na univerzi Chicago. V tem obdobju, leta 1899, je tudi napisal svoje prvo delo »Teorija brezdelnega razreda«. Na tej univerzi je učil več razredov in dosegel naziv pomočnika profesorja. Njegovi študenti so menili, da so njegova predavanja grozna in dolgočasna. Bil je prisiljen oditi, ko je bil obtožen zakonske nezvestobe. Našel je mesto na univerzi Stanford, a je po treh letih njegova nezvestoba spet postala težava in je bil prisiljen ponovno odstopiti. S težavo je Veblen našel delo kot predavatelj na univerzi Missouri, z veliko manjšo plačo. Tam je predaval med leti 1911 in 1918.

### Pozno življenje
Ellen Rofle se je ločila od njega. Leta 1914 se je ponovno poročil, tokrat z Anne Fessenden Bradley, ki je imela dve hčerki iz prejšnjega zakona in jo je poznal že več let. Med delom na tej univerzi je napisal "The Instinct of Workmanship and the State of the Industrial Arts", "Imperial Germany and the Industrial Revolution" in "An Inquiry into the Nature of Peace and the Terms of Its Perpetuation". Februarja 1918 je sprejel službo v Upravi za hrano v Washingtonu, a je tam delal le pet mesecev. Jeseni istega leta se je pridružil urednikom literarne in politične revije “The Dial”. Za to revijo je napisal vrsto člankov, ki so bili kasneje izdani v obliki knjige “The Vested Interests and the State of the Industrial Arts”, leta 1919. Po enem letu dela pri reviji "The Dial" je zapustil svoje mesto. Žena mu je umrla leta 1920. V tem času je potreboval podporo prijateljev. Nekaj časa je učil na “New School for Social Research” v New Yorku. Njegova zadnja knjiga, “Absentee Ownership and Business Enterprise in Recent Times: The Case of America”, je izšla leta 1923.

### Smrt
Leta 1926 je odnehal z učenjem in se vrnil v Kalifornijo, kjer je živel s svojo pastorko v koči v gorah s pogledom na morje. Tam je živel do svoje smrti, 3. avgusta 1929.

## Prepričanje
Kot agnostik, torej pripadnik agnosticizma, ni verjel, da je bistvo stvari mogoče umeti oz. jih spoznati s človeškim razumom. To se včasih odraža tudi v njegovih delih, ko se sprašuje o pomenu brezdelnega razreda, v načinu njegovega utemeljevanja in odnosu do navajanja literature.

## Teorija brezdelnega razreda (1899)
Eno izmed najbolj poznanih del, Teorija brezdelnega razreda ("The Theory of the Leisure Class"), ki ga je Veblen napisal leta 1899, govori o brezdelnem razredu in njegovih vplivih na družbo. Ukvarja se z vprašanji organizacije delovnega procesa in prostega časa in opazuje postopno rušenje ravnotežja med njima. Meni, da se je že v času fevdalizma del populacije odpovedal produktivnemu delu, da bi razkazoval svojo družbeno nadvlado in jo je z nadaljnjim izogibanjem le-temu celo ohranjal. Proučuje delovanje kapitalistične družbe in njenih razredov s stališča logike produktivnega in neproduktivnega dela in opazuje razvoj slednjega. Je še vedno aktualna ekonomsko sociološka klasika, ki omogoča alternativno perspektivo na »sloj bogatih« in presoja vrednost njihovega (ne)dela.

### Predgovor
Delo začne s predgovorom, ki odraža njegov značaj in filozofsko prepričanje. Omeni, da čeprav je v delu želel razpravljati le »o položaju in vrednosti brezdelnega razreda kot ekonomskega dejavnika v sodobnem življenju«, je ugotovil, da je razpravo nemogoče omejiti tako strogo. Zapisal je, da je nujno celostno opazovanje dogajanja z več perspektiv (sociološke, psihološke, seveda ekonomske, …), kar dobesedno navede: »Nekaj pozornosti je treba nujno nameniti tudi izvoru in razvojni črti te institucije [brezdelnega razreda] ter potezam družbenega življenja, ki jih običajno ne klasificiramo kot ekonomske.« Pove tudi, da virov ne bo navajal, ker so splošno znani.

### Pojmi
V Teoriji brezdelnega razreda je Veblen uvedel pojme brezdelni razred ("leisure class"), vpadljiva potrošnja ("conspicuous consumption") in vpadljivo brezdelje ("conspicuous leisure").

### Brezdelni razred
Brezdelni razred ("leisure class") predstavljajo ljudje, ki jim delati ni treba oz. ki si lahko privoščijo, da ne delajo in vseeno preživijo. Po drugi definiciji pa je to družbeni razred ljudi, ki jim ni treba delati in se posvečajo predvsem brezdelju ter razkazovanju svojega bogastva, s čimer potrjujejo (označujejo) svoj status. Poimenovanje se torej nanaša na ljudi z zadostno količino sredstev, ki imajo tudi brez novih finančnih prilivov še vedno dovolj gmotnega premoženja za samoblaginjo. To so bogati, premožnejši, ki predstavljajo enega izmed najvišjih slojev družbe.
Opiše ga tudi s pomočjo vpadljive potrošnje, in sicer takole: »Na zgodnejših stopnjah ekonomskega razvoja potrošnja dobrin brez omejevanja, še zlasti potrošnja dobrin višjega kakovostnega razreda – idealno gledano vsa potrošnja, ki sega nad eksistenčni minimum –, običajno pripada brezdelnemu razredu«. Omeni zabris te meje med brezdelnim razredom in zgornjim-srednjim, včasih celo srednjim slojem, ko »nastopi poznejša miroljubna stopnja z zasebnim lastništvom dobrin in produkcijskim sistemom, temelječim na mezdnem delu ali drobni domači ekonomiji«. V takem primeru torej potrošnja, ki sega nad eksistenčni minimum, ni le posebnost brezdelnega razreda ampak tudi lastnost slojev nižje na premoženjski družbeni lestvici, ki se po brezdelnem razredu zgleduje.
Če brezdelni razred povežemo tudi z naučeno nezmožnostjo in delovnim nagonom, ki so ju opustili, lahko ugotovimo, da brezdelni razred torej ne podpira mišljenja, ki se prepleta z mislijo o produktivnem delu in s tem torej preživetja družbe.

### Vpadljiva potrošnja
Vpadljiva potrošnja ("conspicuous consumption"), v knjigi imenovana tudi sopomensko –  presežna poraba – pa je, kot navaja, poraba večje količine denarja na dobrinah, kot so v resnici vredne, ali potrošnja dobrin, ki so preostalim slojem družbe nedostopne, a pojem zanimanja. (Pod imenom razkazovalna potrošnja pa je definirana kot neproduktivna potrošnja dobrin, tj. potrošnja iz razlogov, ki presegajo preživetje.) Je prva od dveh indikatorjev večvrednosti. Veblen kritizira brezdelni razred, ki k le-tej navaja in spodbuja. Brezdelni razred tako svoj kapital in vrednost manifestira, pa naj sta resnična ali navidezna (v zadnjem času gre predvsem za področje oblačil, premičnin in nepremičnin, lepotnih posegov ipd.).
Veblen v knjigi Teorija brezdelnega razreda eksplicitno navaja, da »Celotna evolucija vpadljivega zapravljanja, naj gre za dobrine, storitve ali človeško življenje, očitno nakazuje, da je za učinkovito izboljšanje potrošnikovega dobrega imena potrebna presežna poraba.«, in da »Potrošnja golih življenjskih potrebščin bi nanesla odliko le v primerjavi s skrajnimi reveži, ki ne dosegajo niti eksistenčnega minimuma, vendar noben standard zapravljanja, razen najbolj prozaične in neprivlačne ravni spodobnosti, ne bi mogel biti rezultat takšne primerjave.« (Teorija brezdelnega razreda str.60).
Vprašuje tudi pomen take primerjave, saj opozori, da: »Zaradi preferiranja vidne potrošnje je postalo življenje za zaprtimi vrati večine družbenih razredov relativno skopo v primerjavi s tistim delom njihovega življenja, ki je na očeh drugih,« in s tem uvede tudi tako imenovani Veblenov učinek, ki spreobrača del krivulje povpraševanja – pravi, da se pri nekaterih vrstah blaga povpraševanje povečuje z višanjem cene tega blaga (kot spodbuda k vpadljivi potrošnji).
Misel, ki povzema gonilo k presežni (vpadljivi) potrošnji povzema v knjigi s povedjo: »Da bi bilo ugledno, mora biti potratno.« Hkrati razkriva, da to gonilo, ki se počasi seli navzdol po premoženjski lestvici, sproža verižno reakcijo, »Ker je potrošnja teh odličnejših dobrin znak premožnosti, postane častna; in, obratno, nezadostna kvantiteta in kvaliteta potrošnje postane znamenje manjvrednosti in nedostojnosti.« In v kolikor se to nadaljuje, pridemo do družbe, ki je močno potratna v dobrinah časa in denarja.

### Vpadljivo brezdelje
Vpadljivo brezdelje ("conspicuous leisure") je koncept, po katerem je potrebno očitno in javno vidno zapostavljanje svojega dela, v smeri razkazovanja svojega statusa. Ponekod imenovano tudi razkazovalno brezdelje in pomeni neproduktivna porabo časa. Glavna misel je združena skupaj z vpadljivo potrošnjo in nakazuje na to, da nekdo lahko svoje premoženje razkazuje tudi na način nedela – neproduktivnega dela. Tako torej manifestirajo, da so sposobni tudi brez stalnega prihodka preživeti, ob pomoči vpadljive potrošnje pa to pomeni ne le preživeti, marveč živeti močno preko meje eksistenčnega minimuma.

### Povzetek
V delu Teorija brezdelnega razreda se Veblen, kot je evidentno že iz vseh terminov, ki jih je vpeljal, osredotoča na potrošnjo, porabo, potrato, brezdelje (in izkazovanje večvrednosti preko teh medijev), ne pa na proizvodnjo, kot večina socioloških del njegovega časa.

## Doprinos k drugim teorijam

### Institucionalna ekonomika
Kot ekonomist je prispeval k utemeljitvi institucionalne ekonomike in veliko doprinesel k splošni ekonomiji in njenem razumevanju. Bil je kritik tradicionalne statične ekonomske teorije. Ni se strinjal s svojimi sodobniki, ki so menili, da je ekonomija avtonomna, stabilna in nespremenljiva celota oz. entiteta in je ni treba povezovati z drugimi dejavniki. Menil je namreč, da je močno povezana tudi s socialnim stanjem (npr. brezposelnimi, brezdelnim razredom, odnosi med različnimi sloji…). Kljub večini tedanjih ekonomistov, ki so ekonomijo ločevali in jo predstavljali kot neodvisno, je Veblen njeno povezavo s socialnim stanjem in kulturo označil za neverjeten pojav. Utemeljil je celo dejstvo, da se spremembe v ekonomiji pojavljajo kot odmev na kulturni razvoj človeštva. Ekonomijo je tako prikazal v sinergičnem, soodvisnem odnosu z razvijajočim se socialnim in kulturnim stanjem. Z upoštevanjem teh sprememb pa je omogočil celostni pogled nanjo kot na razvijajočo se enoto, ki ni neomejena in vsemogočna, temveč ima nekakšne razumne oz. realne meje. In kljub temu, da se teorija nikoli ni spreobrnila v temeljni ekonomski model, vseeno dovoljuje proučevanje ekonomskih elementov z vključitvijo socialnih in kulturnih dejavnikov.
Med drugim je k ekonomski terminologiji pripomogel tudi z vpeljavo pojmov brezdelni razred (leisure class), vpadljiva potrošnja ("conspicuous consumption") in vpadljivo brezdelje ("conspicuous leisure"), ki jih omenja v delu Teorija brezdelnega razreda ("The Theory of the Leisure Class").

### Poslovno-podjetniška teorija ("Theory of business enterprise")
Poslovno-podjetniško teorijo Veblen predstavi v istoimenski knjigi leta 1904. V njegovih očeh so glavni problem predstavljala nenehna trenja med poslovnim in industrijskim svetom. »Posel« po njegovem mnenju predstavlja dobiček, konstanten profit (ki je hkrati njegovo gonilo), kot njegove predstavnike pa je prikazal predvsem lastnike in vodje oddelkov. Problem je videl v situaciji, ko je dobiček postal tako pomemben, da so bile za njegovo vzdrževanje (torej poskus ohranitve visokega dobička) velikokrat sprejete odločitve, ki so omejevale in negativno vplivale na proizvodnjo, torej »industrijo«, kar je negativno vplivalo na družbo kot celoto. Menil je, da bi nadzor nad takšnimi odločitvami oz. vodstvo morali dobiti inženirji in poznavalci, ki se dobro spoznajo na sistem proizvodnje in njegovo delovanje ter bi tako lahko združevali dobrobit proizvodnje skupaj s splošno blaginjo ljudi in družbe.

### Naučena nesposobnost ("Trained incapacity") in delovni instinkt
Izraz naučena nesposobnost ("Trained incapacity") se v Veblenovih delih prvič pojavi leta 1898 in sicer v enem izmed njegovih esejev, objavljenih v četrtem letniku »American Journal of Sociology«, z naslovom Delovni instinkt in zoprnost dela ("The Instinct of Workmanship" and "The Irksomeness of Labor"). Vprašuje človeško nagnjenost odnosa k delu. Veblen je frazo uporabil nekoliko drugače od konvencionalnega pomena oz. ji je vpeljal nov podpomen. Pravi, da bi bilo za človeško vrsto oz. njeno preživetje slabo, celo škodljivo, če bi ljudje delo črtili. Predstavi, kako so razlogi za preživetje, usmerjenost oz. stremenje k uspehu in navade v našem mišljenju oblikovali človeka z »delovnim instinktom« (instinct of workmanship). Ena od posledic tega je, da smo se navadili z lahkoto in na dnevni bazi razmišljati o stvareh, ki vzpodbujajo delovni instinkt/nagon (in s tem preživetje). Naučena nesposobnost po Veblenu torej predstavlja naučenost, da v svoje vsakdanje mišljenje neprestano vključujemo misli o svojih zadolžitvah in nesposobnost pogleda na življenje z drugega zornega kota, ki ga je do neke mere razvil drugi del populacije, tj. brezdelni razred. Veblen celo meni, da ta naučena nezmožnost predstavlja dobro rešitev, s katero lahko naslavljamo probleme moderne družbe.

## Dela
Veblen je večino svojih del obajvil v drugem delu življenja.
- (1899) Teorija brezdelnega razreda. "The Theory of the Leisure Class"
- (1904) Poslovno-podjetniška teorija. "The Theory of Business Enterprise"
- (1914) "The Instinct of Workmanship and the State of the Industrial Arts"
- (1915) "Imperial Germany and the Industrial Revolution"
- (1917) "An Inquiry into the Nature of Peace and the Terms of Its Perpetuation"
- (1918) "The Higher Learning In America: A Memorandum On the Conduct of Universities By Business Me"
- (1919) "The Place of Science in Modern Civilisation and Other Essays"
- (1919) "The Vested Interests and the Common Man"
- (1921) "The Engineers and the Price System"
- (1923) "Absentee Ownership and Business Enterprise in Recent Times: The Case of America"

Poleg objavljenih del je napisal tudi preko petdeset člankov, ki so bili objavljeni v raznovrstnih revijah in časopisih. Najbolj znani so tisti, objavljeni v »American Journal of Sociology«, več pa jih je objavil tudi v »Journal of Political Economy« (JPE). Proti koncu življenja se pojavlja večje število člankov v časopisu "The Dial", reviji s politično naravo, saj je bil v letih 1918–1919 tudi eden izmed njenih urednikov.

### Prevodi v slovenščino
- Teorija brezdelnega razreda – The Theory of the Leisure Class
- Brezdelni razred – Leisure class
- Vpadljiva potrošnja, razkazovalna potrošnja – Conspicuous consumption
- Vpadljivo brezdelje, razkazovalno brezdelje – Conspicuous leisure